# Бериктас (Жамбылская область)
Бериктас (каз. Беріктас) — аул в Кордайском районе Жамбылской области Казахстана. Входит в состав Какпатасского сельского округа. Находится примерно в 37 км к северо-западу от районного центра, села Кордай. Код КАТО — 314838200.

## Население
В 1999 году население аула составляло 1277 человек (664 мужчины и 613 женщин). По данным переписи 2009 года, в ауле проживало 1208 человек (614 мужчин и 594 женщины).